# Tour of the Mongoose
Tour Of the Mongoose (também conhecido como El Tour de la Mangosta em países hispanófonos) (Em português: passeio do mangusto) foi a terceira turnê de concertos da cantora e compositora colombiana Shakira, em apoio ao seu primeiro álbum em inglês, Laundry Service. Também foi primeira turnê global da cantora, passando pela América do Norte, América Latina e Europa. A turnê arrecadou com sucesso cerca de $72 milhões de dólares (EUA) de acordo com a Sony Music.

## Antecedentes
A Clear Channel Entertainment anunciou a Tour of the Mongoose em setembro de 2002. A turnê veio logo após Shakira ter alcançado sucesso internacional com seu quinto álbum de estúdio. Durante uma coletiva de imprensa na cidade de Nova York, Shakira resumiu seu show como um "show de rock divertido", afirmando: "Não estou medindo nenhum esforço para garantir que esse concerto [tour] seja a melhor que possa oferecer aos meus fãs. E vai ter um forte espírito de rock and roll, então você verá um show de rock-and-roll, mas também terá todos os maus e as sutilezas de um show que tenta entreter".
Na mesma coletiva de imprensa, Shakira explicou o nome da turnê como simbolizando a força do mangusto, afirmando: "... Fiquei realmente impressionada com isso, porque é um animal que pode derrotar uma cobra com apenas uma mordida. É como um milagre vivo, este animal representa muito para mim, porque se houver um animal na terra que possa derrotar uma cobra, no caso uma víbora venenosa, com apenas uma mordida, acho que tem que haver algum caminho para derrotar ou morder também o pescoço do ódio que tem neste mundo, não?. É chamado de Tour of the Mongoose, porque o mangusto é basicamente um dos poucos animais que podem derrotar as cobras mais venenosas com apenas uma mordida e é por isso que eu decidi nomear minha turnê assim, porque eu acho que se todos nós nos uníssemos como um pequeno mangusto que possa derrotar o ódio, ressentimento e o preconceito de todos os dias, provavelmente poderemos vencer essa batalha contra o mal". No início da turnê, Corey Moss da MTV, comparou a cantora com Britney Spears, Tommy Lee, Elvis Presley, Sheryl Crow e Rage Against the Machine.

## Controvérsia

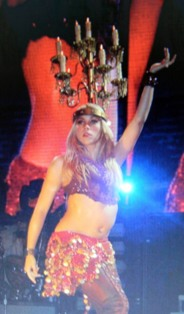
Shakira performando o single "Whenever, Wherever" durante a Tour of the Mongoose.

O show provocou algumas controvérsias devido a uma mensagem anti-guerra percebida em um vídeo reproduzido antes da apresentação de "Octavo Día". Shakira defendeu a exibição e o conteúdo do vídeo, afirmando:

"Eu acho que vemos a guerra como uma coisa virtual e até chegamos a acreditar que as bombas caem em cima com recortes de papelão e coisas assim, eles não. Eles matam pessoas reais, crianças reais, mães reais e milhões de inocentes. Eu venho da Colômbia, que é um país que tem estado sob o chicote da violência por mais de quatro décadas, então eu vi as conseqüências da guerra e vi os danos psicológicos que isso causa em uma sociedade.
E eu acho que nunca estamos prontos para a guerra. Eu apenas sinto que sempre há soluções pacifistas, e acho que os líderes conhecem a saída para o conflito, é que às vezes eles não querem usá-las, eles simplesmente querem continuar jogando seu pequeno jogo de poder. E eu sinto que nós as pessoas temos a responsabilidade e também a obrigação de exigir aos nossos líderes que nos ofereçam soluções pacifistas. Para nos dar um mundo de paz. Talvez eu pareça uma hippie antiquada, mas acredito em revoluções pacifistas e acho que devemos procurar essas soluções, caso contrário, não há como sobreviver neste mundo. Na Primeira Guerra Mundial, 13 milhões de pessoas foram mortas. Na Segunda Guerra Mundial, 40 milhões de pessoas foram mortas. Eu acho que se uma terceira guerra acontecer, nada será deixado no rosto da Terra. "Octavo Dia" fala sobre Deus, sobre quando ele criou o mundo, o oitavo dia ele foi caminhar para o espaço exterior e, quando ele voltou, ele encontrou nosso mundo em uma bagunça infernal e descobriu que estávamos sendo controlados e manipulados por apenas um poucos líderes e que nós éramos como peças de um jogo de xadrez. Nem sempre os governantes representam o seu povo. Nem sempre os governantes tomam as decisões certas, porque os governos são controlados por apenas alguns, e esses poucos nem sempre representam fielmente os ideais das pessoas".

## Transmissão e gravações
A turnê foi filmada em Roterdã, Holanda, em 22 de abril de 2003. A turnê foi lançada comercialmente como Live & off the Record. O disco incluiu músicas selecionadas do show, além de um documentário que mostra a artista se preparando para o show, seu processo de ensaios das canções e suas idéias sobre responsabilidade social. Também inclui um CD ao vivo que possui dez músicas que foram cantas durante o show. Do CD saiu dois singles, "Poem to a Horse" e "Whenever, Wherever Live". Em uma edição especial da Fijación Oral, Volume 1, as performances de "Fool" e "Dónde Están los Ladrones?", foram incluídos.
O show no Pavilhão Atlântico, em Lisboa, atraiu 19.136 pessoas, que quebraram o recorde de público do trio de rock americano R.E.M.. Além disso, o show de Buenos Aires no estádio River Plate foi lotado por mais de 60 mil pessoas.

## Faixas
1. "Ojos Así"
2. "Si Te Vas"
3. "Fool"
4. "Ciega, Sordomuda"
5. "The One"
6. "Dude (Looks Like a Lady)" (contém elementos de "Te Dejo Madrid") (Cover de Aerosmith)
7. "Back in Black" (Cover de ACDC)
8. "Rules"
9. "Inevitable"
10. "Underneath Your Clothes"
11. "Estoy Aquí" (contém elementos de "Estoy Aquí (versão MTV Unplugged)")
12. "Octavo Día"
13. "Ready For The Good Times"
14. "Un poco de amor"
15. "Poem to a Horse"
16. "Tú"

Bis
1. Objection (Tango)" (versão Afro-Punk)
2. "Whenever, Wherever" (contém elementos de "Whenever, Wherever (Sahara Mix)")

1. "Ojos Así"
2. "Si Te Vas"
3. "Inevitable"
4. "Ciega, Sordomuda"
5. "Dude (Looks Like A Lady)" (contém elementos de "Te Dejo Madrid") (Cover de Aeroshmith)
6. "Back In Black" (Cover de ACDC)
7. "Rules"
8. "Underneath Your Clothes"
9. "Estoy Aquí" (contém elementos de "Estoy Aquí (versão MTV Unplugged)")
10. "Octavo Día"
11. "Ready For The Good Times"
12. "Un Poco De Amor"
13. "¿Dónde Están Los Ladrones?"
14. "Tú"
15. "Te Dejo Madrid"

Bis
1. "Te Aviso, Te Anuncio (Tango)" (versão Afro-Punk)
2. "Suerte" (contém elementos de "Whenever, Wherever (Sahara Mix)")

## Data dos concertos
| América                 |                   |                      |                                         |
| Data                    | Cidade            | País                 | Local                                   |
| 8 de novembro de 2002   | San Diego         | Estados Unidos       | San Diego Sports Arena                  |
| 10 de novembro de 2002  | San José          | Estados Unidos       | HP Pavilion                             |
| 12 de novembro de 2002  | Anaheim           | Estados Unidos       | Arowhead                                |
| 13 de novembro de 2002  | Los Angeles       | Estados Unidos       | Staples Center                          |
| 15 de novembro de 2002  | El Paso           | Estados Unidos       | Don Haskins Center                      |
| 16 de novembro de 2002  | El Paso           | Estados Unidos       | Don Haskins Center                      |
| 20 de novembro de 2002  | New York          | Estados Unidos       | Madison Square Garden                   |
| 22 de novembro de 2002  | Auburn Hills      | Estados Unidos       | The Palace of Auburn Hills              |
| 24 de novembro de 2002  | Philadelphia      | Estados Unidos       | Nassau Veterans Memorial Coliseum       |
| 25 de novembro de 2002  | Uniondale         | Estados Unidos       | First Union Center                      |
| 27 de novembro de 2002  | Montreal          | Canadá               | Nassau Veterans Memorial Coliseum       |
| 28 de novembro de 2002  | Toronto           | Canadá               | Air Canada Centre                       |
| 30 de novembro de 2002  | Boston            | Estados Unidos       | FleetCenter                             |
| 2 de dezembro de 2002   | Miami             | Estados Unidos       | American Airlines Arena                 |
| Europa                  |                   |                      |                                         |
| Data                    | Cidade            | País                 | Local                                   |
| 10 de dezembro de 2002  | Barcelona         | Espanha              | Palau Sant Jordi                        |
| 12 de dezembro de 2002  | Cologne           | Alemanha             | Kölnarena                               |
| 16 de dezembro de 2002  | Londres           | Reino Unido          | Wembley Arena                           |
| América                 |                   |                      |                                         |
| Data                    | Cidade            | País                 | Local                                   |
| 18 de janeiro de 2003   | Chicago           | Estados Unidos       | United Center                           |
| 20 de janeiro de 2003   | Dallas            | Estados Unidos       | American Lines Center                   |
| 22 de janeiro de 2003   | Houston           | Estados Unidos       | Compaq Center                           |
| 23 de janeiro de 2003   | San Antonio       | Estados Unidos       | SBC Arena                               |
| 25 de janeiro de 2003   | Las Vegas         | Estados Unidos       | Mandalay Bay Resort                     |
| 28 de janeiro de 2003   | Denver            | Estados Unidos       | Pepsi Center                            |
| 31 de fevereiro de 2003 | Phoenix           | Estados Unidos       | America West                            |
| 5 de fevereiro de 2003  | Oakland           | Estados Unidos       | Oakland Arena                           |
| 5 de fevereiro de 2003  | Laredo            | Estados Unidos       | Laredo Entertainment Center             |
| 6 de fevereiro de 2003  | Laredo            | Estados Unidos       | Laredo Entertainment Center             |
| 9 de fevereiro de 2003  | Guadalajara       | México               | Estadio 3 de marzo                      |
| 11 de fevereiro de 2003 | Monterrey         | México               | Auditorio Coca-cola                     |
| 12 de fevereiro de 2003 | Monterrey         | México               | Auditorio Coca-cola                     |
| 14 de fevereiro de 2003 | Cidade de México  | México               | Foro Sol                                |
| 15 de fevereiro de 2003 | Cidade de México  | México               | Foro Sol                                |
| 19 de fevereiro de 2003 | Cidade do Panamá  | Panamá               | Plaza Amador                            |
| 23 de fevereiro de 2003 | Albuquerque       | Estados Unidos       | Tingley Coliseum                        |
| 25 de fevereiro de 2003 | El Paso           | Estados Unidos       | Don Haskins Center                      |
| 28 de fevereiro de 2003 | Quito             | Equador              | Estadio Atahualpa                       |
| 1 de março de 2003      | Punta del Este    | Uruguai              | Hotel Conrad                            |
| 5 de março de 2003      | Lima              | Peru                 | Jockey Club                             |
| 8 de março de 2003      | Santiago          | Chile                | Estadio Nacional                        |
| 12 de março de 2003     | Bogotá            | Colômbia             | Estadio El campín                       |
| 15 de março de 2003     | Barranquilla      | Colômbia             | Estadio Metropolitano                   |
| 22 de março de 2003     | San Juan          | Porto Rico           | Hiram Bithorn                           |
| Europa                  |                   |                      |                                         |
| Data                    | Cidade            | País                 | Local                                   |
| 28 de março de 2003     | Paris             | França               | Bèrcy                                   |
| 30 de março de 2003     | Viena             | Áustria              | Wiener Stadthalle                       |
| 31 de março de 2003     | Viena             | Áustria              | Wiener Stadthalle                       |
| 2 de abril de 2003      | Zurique           | Suíça                | Hallenstadion                           |
| 4 de abril de 2003      | Frankfurt am Main | Alemanha             | Festhalle                               |
| 6 de abril de 2003      | Munique           | Alemanha             | Olympiahalle                            |
| 10 de abril de 2003     | Estocolmo         | Suécia               | Globe Arena                             |
| 13 de abril de 2003     | Berlim            | Alemanha             | Max-Schmeling Halle                     |
| 14 de abril de 2003     | Hamburgo          | Alemanha             | Colorline Arena                         |
| 17 de abril de 2003     | Milão             | Itália               | Filaforum                               |
| 21 de abril de 2003     | Antuérpia         | Bélgica              | Sportpaleis                             |
| 22 de abril de 2003     | Rotterdam         | Países Baixos        | Ahoy                                    |
| 25 de abril de 2003     | Madrid            | Espanha              | Plaza de Toros De Las Ventas            |
| 27 de abril de 2003     | Lisboa            | Portugal             | Pabellón Atlantico                      |
| América                 |                   |                      |                                         |
| Data                    | Cidade            | País                 | Local                                   |
| 1 de maio de 2003       | Punta del Este    | Uruguai              | Conrad de Punta del Este                |
| 3 de maio de 2003       | Buenos Aires      | Argentina            | Estadio River Plate                     |
| 6 de maio de 2003       | Santo Domingo     | República Dominicana | Estadio Quisqueya                       |
| 8 de maio de 2003       | Maracaibo         | Venezuela            | Estadio Pachencho Romero                |
| 11 de maio de 2003      | Caracas           | Venezuela            | Estacionamiento del Poliedro de Caracas |